# Hoa Thúy
Hoa Thúy hay Đỗ Hoa Thúy tên khai sinh là Nguyễn Thị Thúy (sinh ngày 30 tháng 1 năm 1979 tại Đông Anh, Hà Nội) là một nữ diễn viên Việt Nam. Hoa Thúy được biết đến nhiều nhất với vai nữ chiến sĩ cảnh sát Thu Hiền trong loạt phim Cảnh sát hình sự năm 1997. Bà hiện đang công tác tại Nhà hát Tuổi trẻ đồng thời bà cũng tham gia đóng phim và kinh doanh.

## Tiểu sử
Hoa Thúy sinh ngày 30 tháng 1 năm 1979 tại Đông Anh, Hà Nội. Năm 1993, khi mới 14 tuổi, bà theo học nghệ thuật Chèo tại trường Cao đẳng Nghệ thuật Hà Nội, năm 1997, bà tốt nghiệp và gia nhập Đoàn Chèo Hà Nội. Cũng trong năm 1997, bà được đạo diễn Vũ Châu mời đóng vai chính trong Duyên Nghiệp.
Vai diễn nổi tiếng nhất của Hoa Thúy là Thu Hiền, đóng cập cùng NSƯT Võ Hoài Nam trong Cảnh sát hình sự năm 1997, đạo diễn Khải Hưng đã chọn bà trong số rất nhiều diễn viên tham gia casting.  Từ năm 1997 đến 2000, bà làm diễn viên tự do rồi làm diễn viên tại Nhà hát Tuổi Trẻ cho đến nay.
Năm 2019, bà được trao tặng danh hiệu Nghệ sĩ ưu tú.

## Đời tư
Năm 1997, Hoa Thúy kết hôn với diễn viên Tùng Dương sau khi cùng đóng phim Sống mãi với Thủ đô, họ có một cô con gái, nhưng chia tay sau 7 năm chung sống.
Năm 2010, bà đi bước nữa với doanh nhân Peter Lê, một người hơn bà 18 tuổi, họ có với ông nhau cậu con trai, nhưng rốt cục cuối cùng vẫn lại chia tay một lần nữa vào năm 2017.

## Giải thưởng
* Huy chương vàng cho vai Ngợi trong vở Ngoại phạm năm 2004.

## Tác phẩm

### Phim

#### Truyền hình
| Năm  | Tựa phim                     | Vai diễn          | Đạo diễn                           | Kênh   | Ghi chú                 | Nguồn |
| ---- | ---------------------------- | ----------------- | ---------------------------------- | ------ | ----------------------- | ----- |
| 1996 | Bà và cháu                   |                   | Cao Mạnh - Trần Lực                | H1     |                         |       |
| 1996 | Sống mãi với thủ đô          | Lan               | Lê Đức Tiến - Nguyễn Thế Vĩnh      | H1     |                         |       |
| 1997 | Xin hãy tin em               | Thắm              | Đỗ Thanh Hải                       | VTV3   |                         |       |
| 1998 | Tình đời                     |                   | Đỗ Thanh Hải                       | H1     |                         |       |
| 1998 | Người nối dõi                | Thư ký            | Đỗ Thanh Hải                       | VTV3   |                         |       |
| 1999 | Ngược dòng cái chết          | Thu Hiền          | Nguyễn Khải Hưng                   | VTV3   | Series Cảnh sát hình sự |       |
| 1999 | Nước mắt của mẹ              | Thu Hiền          | Nguyễn Khải Hưng                   | VTV3   | Series Cảnh sát hình sự |       |
| 1999 | Truy đuổi tội phạm           | Thu Hiền          | Nguyễn Khải Hưng                   | VTV3   | Series Cảnh sát hình sự |       |
| 1999 | Cái chết của con thiên nga   | Thu Hiền          | Nguyễn Khải Hưng                   | VTV3   | Series Cảnh sát hình sự |       |
| 1999 | Kẻ giả danh                  | Thu Hiền          | Nguyễn Khải Hưng                   | VTV3   | Series Cảnh sát hình sự |       |
| 2000 | Bí mật hồ hang rắn           | Thu Hiền          | Nguyễn Khải Hưng                   | VTV3   | Series Cảnh sát hình sự |       |
| 2000 | Hãy về với em                | Thu Hiền          | Nguyễn Khải Hưng                   | VTV3   | Series Cảnh sát hình sự |       |
| 2000 | Từ đen đến trắng             | Thu Hiền          | Nguyễn Khải Hưng                   | VTV3   | Series Cảnh sát hình sự |       |
| 2001 | Đôi bờ                       | Dung              | Lê Ngọc Linh                       | VTV1   |                         |       |
| 2003 | Tình người                   |                   | Vũ Đình Thân                       | VTV3   |                         |       |
| 2003 | Lối về                       |                   | Hoàng Thanh Du                     | VTV3   |                         |       |
| 2003 | Xuân muộn                    | Hà                | Triệu Tuấn                         | VTV3   |                         |       |
| 2004 | Đồng nọc nạn                 | Bà Tám Luông      | Trần Vịnh                          | BLTV   |                         |       |
| 2004 | Làng cát                     | Sóng              | Trần Vịnh                          | BTV    |                         |       |
| 2005 | Con đường gian khổ           | Hoàng Xuân        | Nguyễn Hữu Phần                    | VTV3   |                         |       |
| 2005 | Minh Nguyệt                  | Lan               | Nguyễn Hữu Phần                    | VTV3   |                         |       |
| 2006 | Chuyên án chưa kết thúc      | Vợ Bác sĩ Hải     | Bùi Huy Thuần                      | VTV1   | Series Cảnh sát hình sự |       |
| 2007 | Kẻ giấu mặt                  | Thúy Hiền         | Vũ Hồng Sơn - Đỗ Đức Thành         | VTV1   | Series Cảnh sát hình sự |       |
| 2008 | Con đường sáng               | Hải               | Phạm Việt Thanh - Nguyễn Đức Việt  | H1     |                         |       |
| 2008 | Vòng nguyệt quế              | Vợ Phan Long      | Mai Hồng Phong                     | VTV1   |                         |       |
| 2010 | Cuồng phong                  | Phượng            | Bùi Huy Thuần                      | VTV1   |                         |       |
| 2011 | Những sắc màu lặng lẽ        |                   | Triệu Tuấn                         | SCTV14 |                         |       |
| 2016 | Chiều ngang qua phố cũ       | Lịch              | Trịnh Lê Phong                     | VTV1   |                         |       |
| 2018 | Tình khúc bạch dương         | Vân               | Vũ Trường Khoa                     | VTV1   |                         |       |
| 2018 | Chạy trốn thanh xuân         | Bà Thủy (mẹ Thùy) | Vũ Minh Trí - Nguyễn Đức Hiếu      | VTV3   |                         |       |
| 2019 | Sinh tử                      | Yến vợ Khải       | Nguyễn Khải Hưng - Nguyễn Mai Hiền | VTV1   |                         |       |
| 2020 | Lựa chọn số phận             | Bà Dung           | Mai Hồng Phong - Bùi Quốc Việt     | VTV1   |                         |       |
| 2020 | Trở về giữa yêu thương       | Thu               | Trịnh Lê Phong                     | VTV1   |                         |       |
| 2024 | Mình yêu nhau, bình yên thôi | Mẹ Hân            | Lê Đỗ Ngọc Linh                    | VTV3   |                         |       |
| 2025 | Cha tôi, người ở lại         | Bà Ngọc           | Vũ Trường Khoa                     | VTV3   |                         |       |
| 2025 | Không thời gian              | Trạm              | Nguyễn Danh Dũng - Nguyễn Đức Hiếu | VTV1   |                         |       |

### Điện ảnh
| Năm  | Phim                   | Vai diễn  | Ghi chú |
| ---- | ---------------------- | --------- | ------- |
| 1995 | Người đàn bà không con |           |         |
| 1997 | Duyên nghiệp           |           |         |
| 1997 | Hà Nội mùa đông năm 46 | Hương     |         |
| 2006 | Chuyện của Pao         | bà Sim    |         |
| 2010 | Bi, Đừng sợ            | Cô của Bi |         |

### Sân khấu
- Ngoại phạm
- Ê Dốp
- Nhà búp bê
- Nhà ô sin
- Cuộc chia tay tháng 6
- Mùa hạ cuối cùng
- Đời cười
- Sắc màu
- Nước mắt đàn ông
- Chương trình thiếu nhi: Con trai tôi là một chú hổ..